# Parathous
Parathous is een geslacht van kevers uit de familie  
kniptorren (Elateridae).
Het geslacht is voor het eerst wetenschappelijk beschreven in 1918 door Fleutiaux.

## Soorten
Het geslacht omvat de volgende soorten:
- Parathous sanguineus Fleutiaux, 1918
- Parathous sulcicollis (Miwa, 1928)